# Волков Дмитро Васильович
Дмитро Васильович Волков (3 липня 1925, Ленінград, СРСР — 5 січня 1996, Харків, Україна) — радянський та український фізик-теоретик, академік НАН України (1988).

## З життєпису
Закінчив Харківський університет.
Відкривач теорій суперсиметрії (1972) та супергравітації (1973). Перший сформулював поняття суперпростору й розробив теорію голдстоунівських частинок і калібровочних ферміонів (1974).
Заслужений діяч науки і техніки України, кавалер ордену Трудового Червоного Прапора
Постановою Президії НАН України від 11.07.2007 № 206 з метою відзначення вчених, які опублікували найкращі наукові праці, здійснили винаходи і відкриття, що мають важливе значення для розвитку науки і економіки України за видатні наукові роботи в галузі теорії ядра та фізики високих енергій засновано Премію НАН України імені Д. В. Волкова. Премія імені Д. В. Волкова присуджується Відділенням ядерної фізики та енергетики НАН України з циклічністю раз на 2 роки.

## Твори
- Голдстоуновские поля со спином [у співавт.]. «Теоретическая и математическая физика», 1974, т. 18.

## Виноски
1. ↑  Акулов В.П., Ахиезер А.И., Балдин А.М. и др. Памяти Дмитрия Васильевича Волкова // Успехи физических наук. — 1996. — Т. 166, вип. 8. — С. 913-915. — DOI:10.3367/UFNr.0166.199608aa.0913. Архівовано з джерела 24 лютого 2011. Процитовано 2009-08-27.
2. ↑  Додаток 2 до постанови Президії НАН України від 11.07.2007 р. № 206 (PDF). Архів оригіналу (PDF) за 9 січня 2018. Процитовано 13 травня 2018.